# 普朗克力
普朗克力是普朗克单位的时间单位、长度单位和质量单位导出的力的单位，它等于普朗克单位的动量除以普朗克单位的时间。
{\displaystyle F_{\text{P}}={\frac {m_{\text{P}}c}{t_{\text{P}}}}={\frac {c^{4}}{G}}=1.210295\times 10^{44}{\mbox{ N.}}}

## 其他导出
普朗克力也跟「重力位能和电位能相同」相关，这可以理解为力范围，自引力质量为其史瓦西半径的一半:
{\displaystyle F_{\text{P}}={\frac {Gm^{2}}{r_{\text{G}}^{2}}}},
{\displaystyle r_{\text{G}}={\frac {r_{\text{s}}}{2}}={\frac {Gm}{c^{2}}}.}
其中G是重力常数，c是光速，m是任何質量，rG是史瓦西半径rs（对於给出的质量）的一半。
由于力的单位因次也是能量跟长度的比值，普朗克力可以被计算为能量除以「史瓦西半径的一半」：
{\displaystyle F_{\text{P}}={\frac {mc^{2}}{\frac {Gm}{c^{2}}}}={\frac {c^{4}}{G}}.}
如上所述，普朗克力有独特关系与普朗克質量。两个距离为1普朗克长度的1普朗克質量的物体的万有引力，为1普朗克力。这种独特的关系也表现，当力被计算为任何能量除以相同能量的约化康普顿波长(康普顿波长除以2π)：
{\displaystyle F={\frac {mc^{2}}{\frac {\hbar }{mc}}}={\frac {m^{2}c^{3}}{\hbar }}.}
在这里力是不同的，对於每一个质量(例如对于电子，该力是由施溫格效應所导致；见 （页面存档备份，存于）的第3页)。这是普朗克力只用于普朗克质量(大约为2.18×10-8 公斤)。这从一个事实，即普朗克的长度是一个约化康普顿波长等于普朗克質量的史瓦西半径的一半：
{\displaystyle {\frac {\hbar }{m_{\text{P}}c}}={\frac {Gm_{\text{P}}}{c^{2}}}}
这反过来根据另一个基本意义的关系：
{\displaystyle c\hbar =Gm_{\text{P}}^{2}.}